# Алиева, Жаля Фазиль кызы
Жаля Фазиль кызы Алиева (азерб. Əliyeva Jalə Fazil qızı; род. 5 октября 1966 года, город Баку, Азербайджанская ССР) — государственный и политический деятель Республики Азербайджан. Депутат Милли Меджлиса Азербайджанской Республики III, IV, V, VI, VII созывов, заместитель председателя комитета по вопросам семьи, женщин и детей, член комитета по труду и социальной политике. Профессор кафедры Тюркской филологии Бакинского государственного университета.

## Биография
Родилась Жаля Алиева 5 октября 1966 году в городе Баку, ныне столица Республики Азербайджан, в интеллигентной семье. В 1983 году поступила обучаться на факультет востоковедения Азербайджанского государственного университета имени Кирова (ныне Бакинский государственный университет). В 1988 году с отличием окончила обучение на факультете востоковедения. В годы учёбы в университете ей была присуждена Ленинская стипендия — высшая стипендия Советского Союза. Принимала активное участие в общественной и научной жизни университета, была членом Ученого совета университета, секретарём комитета комсомола факультета. В 1994 году окончила аспирантуру Бакинского государственного университета.
В 1998 году окончил юридический факультет Бакинского государственного университета и получила второе высшее образование.
В 1996 году защитила кандидатскую диссертацию на тему «Становление и тенденции развития Физуловедения» и получила ученую степень кандидата филологических наук. В 2006 году защитила докторскую диссертацию на тему «Поэтика современной Турецкой поэзии». В 2007 году решением Высшей аттестационной комиссии получила ученую степень доктора филологических наук. Решением Высшей аттестационной комиссии ей было присвоено ученое звание доцента в 2012 году и профессора.
Является автором около 100 научных статей, 4 научных монографий, 1 учебного пособия и 1 методического пособия. Она также является научным редактором 3 научно-исследовательских книг и 2 монографий, научным руководителем по защите 1 диссертации и официальным оппонентом по защите 8 диссертаций. С 1988 года преподает на факультете востоковедения Бакинского государственного университета. В настоящее время является профессором БГУ. Член Ученого совета факультета востоковедения.
Член Союза писателей Азербайджана и ILESAM (турецкая Ассоциация владельцев произведений науки и литературы).
В 2005, 2010, 2015 годах избиралась депутатом Милли Меджлиса Азербайджанской Республики третьего, четвёртого, пятого созывов. Была заместителем председателя комитета по культуре. Была избрана членом азербайджанской делегации в Парламентской ассамблее Организации черноморского экономического сотрудничества.
На выборах в Национальное собрание Азербайджана VI созыва, которые прошли в 9 февраля 2020 года, баллотировалась по Зардаб-Уджарскому избирательному округу № 92. По итогам выборов одержала победу и получила мандат депутата Милли Меджлиса Азербайджанской Республики. С 10 марта 2020 года приступила к депутатским обязанностям. Является заместителем председателя комитета по вопросам семьи, женщин и детей, членом комитета по труду и социальной политике.
В 2024 году на парламентских выборах в Азербайджане, которые состоялись 1 сентября, одержала победу в Зардаб-Кюрдамир-Уджарском избирательном округе №95. Официально избрана депутатом Милли Меджлиса Азербайджана седьмого созыва, первое заседание которого состоялось 23 сентября 2024 года.
Воспитала ребёнка.